# AKA Neomi
AKA Neomi (nekoč Neomi) je slovenska pop skupina.
Čisti začetki skupine segajo (nekako) v leto 2007, ko je Saša Vipotnik svoje pesmi prvič pokazala svojima bratrancema, basistu Jerneju Kržiču in kitaristu Tadeju Koširju. V naslednjih letih so delali na aranžmajih za te pesmi in snemali demoposnetke v Kržičevem studiu. Enega izmed njih ("Poglej") so na Youtubu objavili poleti 2010 in si nadeli ime Neomi (in sicer po izraelskem dekletu Neomi, ki sta ga Vipotnikova in Kržič spoznala na potovanju v Indijo). Projekta so se resno lotili leta 2011. K sodelovanju so povabili klaviaturista Erika Marenčeta in bobnarja Anžeta Žurbija (pa tudi Katjo Sever in Urbana Severja kot spremljevalna vokalista) in posneli album Poglej, ki je izšel 20. decembra 2011 pri založbi Celinka. Na isti dan so imeli predstavitveni koncert v Kinu Šiška. Žanrsko je šlo za (akustični) pop s pridihom džeza in soula. Naslovno pesem "Poglej" so na radijske valove poslali že spomladi (poleg tega so marca 2011 na Youtubu objavili "Again", ki je na albumu izšla v slovenščini pod naslovom Brez besed), izid plošče pa je na začetku decembra napovedal videospot zanjo. Z albuma sta kot singla izšli še "Čudovito" (2012) in "Odpri oči" (2013). Leta 2012 in 2013 so nastopili na več vidnejših slovenskih festivalih (2012 − Slovenski teden glasbe, Godibodi, Lent; 2013 − Orto Fest); 19. oktobra 2012 so gostovali v Izštekanih. Vipotnikova se je leta 2013 odpravila na humanitarno medicinsko odpravo v Papuo Novo Gvinejo, nato pa se za pol leta preselila v Istanbul. V tem času je skupina mirovala, Vipotnikova pa je v Istanbulu ustvarila nov material (ta je bil žanrsko drugačen od plošče in v angleškem jeziku).
Po njeni vrnitvi v Slovenijo je (sčasoma) prišlo do nekaj "kadrovskih" sprememb v bendu: zapustila sta ga Žurbi in Košir (slednji jeseni 2014). V naslednjih letih so zamenjali več bobnarjev. Aprila 2015 so izdali novo pesem "Istanbul" (bobnar Vid Žgajner), decembra pa je sledila "She Knows" (bobnar Janko Novoselić). Obe sta nakazovali nov zvok. Pomembno prelomnico v zasedbi in glasbi sami je pomenil prihod kitarista Maria Babojelića (2015/2016). Z Vipotnikovo sta se ustvarjalno dobro ujela in predstavljata jedro skupine, ona kot pevka in pesmopiska, on kot producent in pisec aranžmajev. Leta 2017 so se prijavili na natečaj INmusicMENT in bili izbrani med peterico bendov, ki so se 17. maja potegovali za nastop na hrvaškem festivalu INmusic. Novembra 2017 jih je mednarodna mreža INES izbrala za INES#talents za leto 2018. 31. januarja 2018 so nastopili na festivalu MENT.
V letih 2018 in 2019 so izdali "Moviestar" (januar 2018), "Beautiful Distractions" (oktober 2018) (pri obeh bobnar Dorian Granda) in "Family" (oktober 2019). Po izidu "Beautiful Distractions" sta iz skupine odšla Kržič in Granda, ki sta ju nadomestila bobnar Marko Grubar in basist Dejan Slak; v tej novi postavi so spomladi 2019 igrali v SiTi Teatru in posneli "Family". To so še izdali pod imenom Neomi, naslednjo, "Silent", pa pod novim imenom AKA Neomi. 27. septembra so nastopili na Waves Vienna 2019 (v okviru Slovenian moMENTs). Do konca leta je skupino zapustil Marenče. Vse štiri omenjene skladbe so bile vključene na albumu Beautiful Disasters, ki je izšel v samozaložbi z letnico 2019. Posneli so ga v zasedbi Saša Vipotnik, Mario Babojelić, Dejan Slak, Erik Marenče in Marko Grubar (Jernej Kržič in Dorian Granda sta na njem le gostovala). Kot gost je na njem sodeloval tudi trobentač Igor Matković, ki je član razširjene zasedbe benda (oz. peti član) in jih spremlja na nastopih. V živo so album predstavili 18. januarja 2020 v Kinu Šiška (brez Marenčeta, z Matkovićem). Za njegovo promocijo in digitalno distribucijo zunaj Slovenije oz. mednarodno izdajo je poskrbela portugalska založba European Phonographic, s katero so prišli v stik na Mentu. Ta je predlagala spremembo imena, saj je bilo ime Neomi na digitalnih (pretočnih) platformah že zasedeno, zato so mu dodali AKA (angl. also known as 'znani tudi kot'). Nova plošča prinaša premik v elektronski indie pop (tudi triphop); sami uporabljajo tudi oznako psihedelični pop. Junija je izšel singel "The View", s katerim so se prijavili na natečaj Radia SI ob njegovi 35-letnici in bili na njem tudi izbrani.

## Diskografija
Albumi
| Leto        | Album                               | Zasedba |
| ----------- | ----------------------------------- | --- |
| 2011        | Poglej (kot Neomi)                  | - Saša Vipotnik (vokal) - Jernej Kržič (bas kitara) - Tadej Košir (električna in akustična kitara) - Erik Marenče (klavir) - Anže Žurbi (bobni, cajon)                   |
| 2019 (2020) | Beautiful Disasters (kot AKA Neomi) | - Saša Vipotnik (vokal) - Mario Babojelić (kitara, klaviature, programiranje) - Dejan Slak (bas kitara, sintetizator) - Erik Marenče (klaviature) - Marko Grubar (bobni) |
| 2024        | Lepo se svetiš v temi               | |

Singli
| Leto | Singel                 | Uradni videospot | Album               |
| ---- | ---------------------- | ---------------- | ------------------- |
| 2011 | Poglej                 | ✓                | Poglej              |
| 2012 | Čudovito               |                  | Poglej              |
| 2013 | Odpri oči              | ✓                | Poglej              |
| 2015 | Istanbul               |                  | —                   |
| 2015 | She Knows              | ✓                | —                   |
| 2018 | Moviestar              |                  | Beautiful Disasters |
| 2018 | Beautiful Distractions | ✓                | Beautiful Disasters |
| 2019 | Family                 | ✓                | Beautiful Disasters |
| 2019 | Silent                 |                  | Beautiful Disasters |
| 2020 | 19 Years               |                  | Beautiful Disasters |
| 2020 | The View               | ✓                | —                   |